# أتلانتا ثراشرز

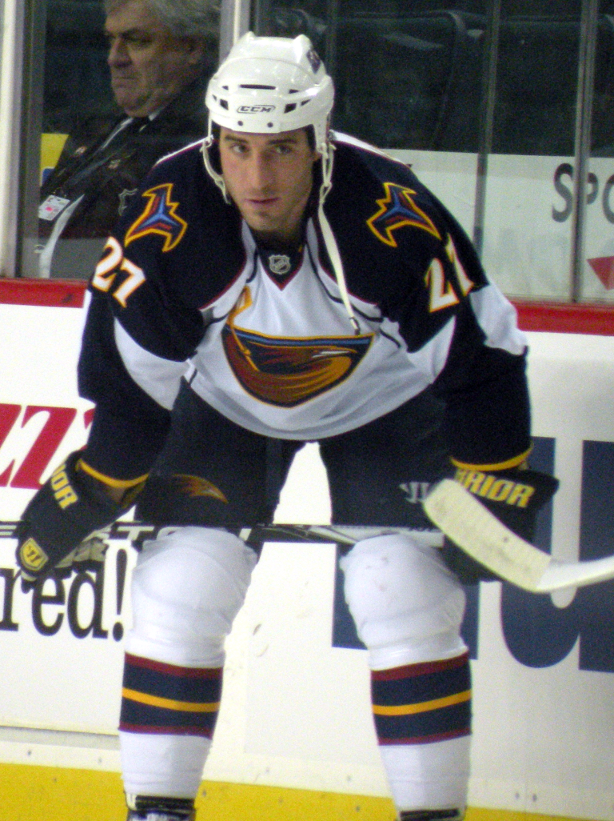
اللاعب كريس ثوربورن من فريق أتلانتا ثراشرز

أتلانتا ثراشرز فريق هوكي جليد احترافي مقره في أتلانتا في الولايات المتحدة الأمريكية. حصلت أتلانتا على فريق في دوري الهوكي الوطني (NHL) في عام 1997، وأصبح الفريق الثامن والعشرون في الدوري عندما بدأ اللعب في موسم 1999-2000. كانوا ينافسون في قسم جنوب شرق الولايات المتحدة في المنطقة الشرقية من الدوري، وكانوا يخوضون مبارياتهم الرئيسية في ملعب State Farm Arena في وسط أتلانتا. نجح ثراشرز في الوصول إلى سلسلة البلاي أوف لكأس ستانلي في موسم 2006-2007 بعد فوزهم بجائزة قسم جنوب شرق الولايات المتحدة، لكنهم خسروا في الجولة الأولى أمام نيويورك رينجرز.
في مايو 2011، بيع فريق ثراشرز لمجموعة مالكين مقرهم كندا، ونقلوا الفريق إلى وينيبيغ، ليصبح الفريق الثاني باسم وينيبيغ جيتس (وقد انتقل الفريق الأول إلى فينيكس في 1996 ليصبح فريق الكويوتس). وقد وافقت رابطة الهوكي الوطني على الصفقة والانتقال في يونيو 2011. بذلك أصبحت أتلانتا أول مدينة في تاريخ الدوري تشهد انتقال فريقين لمدن مختلفة. في كلتا الحالتين، انتقل الفريق من أتلانتا إلى مدينة غربية كندية؛ فالفريق السابق في المدينة (أتلانتا فلامز) انتقل إلى كالجاري في عام 1980 ليصبح فريق كالجاري فلامز.

## الامتياز
بعد رحيل فريق أتلانتا نايتس في الدوري الدولي للهوكي (1992-1996) ليصبح فريق كيبيك رافالز، حصلت مدينة أتلانتا على فريقها الخاص في دوري الهوكي الوطني NHL في 25 يونيو 1997، كجزء من توسعة تضم أربع فرق جديدة. هذا شمل أيضًا فرقًا في ناشفيل وكولومبوس وسانت بول، حيث ستبدأ كل فريق جديد اللعب فقط بعد اكتمال بناء صالته الجديدة. ولد هذا الفريق الجديد ليعيد الهوكي في NHL إلى جورجيا بعد رحيل فريق أتلانتا فلامز الذي تأسس في 1972 وانتقل إلى كندا في عام 1980 ليصبح فريق كالجاري فلامز. كان فريق الفلامز أول محاولة للدوري في جنوب الولايات المتحدة، وفشله أثر على محاولات أخرى لجلب الهوكي إلى الجنوب لعقد آخر عقد من الزمان.
واختيار لقب "ثراشرز"، اسم يأتي من طائر ولاية جورجيا، الثراشر البني، من استطلاع لآراء المشجعين. "ثراشرز" كان في المرتبة الثانية في الاستطلاع بعد "فلامز" (تكريمًا لفريق أتلانتا فلامز السابق)، وبناء صالة الثراشرز الجديدة، فيليبس أرينا، على موقع الأومني السابق، الذي كان موطنًا لفريق الفلامز. وبالصدفة، كانت أول معسكر (حوالي عام 1839) الذي أصبح لاحقًا مدينة أتلانتا يُعرف باسم ثراشرفيل، وهناك علامة تاريخية لهذا تقع بجوار الصالة أمام دولة جورجيا للمحاماة. كان الفريق مملوكًا لرجل الأعمال ورجل الإعلام في أتلانتا، تيد تيرنر، الذي كان أيضًا مالكًا لفريق البيسبول مايور ليغ، وأتلانتا بريفز، وفريق كرة السلة، هوكس أتلانتا في دوري الـ NBA.

### 1999–2003: السنوات الأولى
اختارت ثراشرز الحديثة الشكل باتريك ستيفان بالاختيار العام الأول ولوك سيلارز بالاختيار العام الثلاثين (الاختيار الثاني في الجولة الثانية) في نسخة دوري الدخول للدوري الوطني للهوكي NHL لعام 1999. ومع ذلك، كانت نسخة دوري الدخول لعام 1999 بأكملها بمثابة خيبة كبيرة لثراشرز، حيث كان جميع الـ 11 لاعبًا الذين اختاروهم غير موجودين في NHL بحلول آخر موسم للفريق؛ لعب ستيفان أكبر عدد من المباريات لثراشرز (414) من تلك الدرافت. كان اختيارهما الأولين (ستيفان وسيلارز) من بين أكبر déceptions في تاريخ الدرافت؛ حيث قام موقع NHL.com بتسمية ستيفان كأسوأ اختيار عام أول على الإطلاق وسيلارز (الذي لعب مباراة واحدة فقط في NHL) كأسوأ اختيار عام ثلاثين في تاريخ NHL. وكانت هذه مفاجأة، حيث لم يقم الإعلام فقط بتضخيم ستيفان كلاعب فريق، ولكن كان يعتبر خبراء الهوكي حينها بأن مدير ثراشرز العام، دون واديل، يتمتع بقدرات استكشافية ممتازة.
لعبت ثراشرز مباراتها الأولى في 2 أكتوبر 1999، حيث خسرت 1-4 أمام نيوجيرسي ديفيلز. سجل الكابتن كيلي بوتشبرغر أول هدف للفريق في تلك الخسارة، وانتهت موسمهم الأول في المركز الأخير في قسم السوتيست بـ 14 فوزًا، و61 هزيمة (بما في ذلك أربع هزائم في وقت الإضافة)، وسبع تعادلات لمجموع نقاط 39.
كانت لدى أتلانتا الاختيار الثاني في نسخة دوري الدخول لعام 2000؛ جاءت هذه الدرافت بنتائج أفضل، حيث أصبح اللاعب الذي اختاروه بهذا الاختيار، داني هيتلي، واحدًا من أفضل لاعبي الفريق. كما كان للفريق اختيار رائع في درافت عام 2001 بالاختيار العام الأول إيليا كوفالتشوك. لعب كل من هيتلي وكوفالتشوك موسمهما الأول في NHL في موسم 2001-2002؛ حيث اختار كل منهما ضمن فريق NHL للمبتدئين وحصل هيتلي على جائزة كالدر ميموريال تروفي كأفضل لاعب جديد في الدوري.
شهدت السنوات الأولى لثراشرز في أتلانتا زيادة حادة في عدد مشجعي الهوكي في المدينة. بلغت مبيعات تذاكر مباريات ثراشرز متوسط 10,000 تذكرة في الليلة، كان العديد منهم تذاكر موسمية. كان هناك قسم في الصالة مخصص لحاملي تذاكر الموسم يطلقون على أنفسهم اسم "عش الطيور القذرة". كانوا يرددون هتافات ويصفرون على الفريق المنافس لتشتيت انتباههم. كان لدى ثراشرز أيضًا رأسي طائر ثراشر يواجهان الجهة المعاكسة للوح النتيجة. كانت رؤوس الثراشر تفتح مناقيرها لتكشف عن مشع اللهب الذي يتوهج عند تسجيل الفريق هدفًا. في هذا الوقت، اعتمد الفريق شعارًا يقول "آمنوا في بلولاند"، الذي كان يستخدم في الإعلانات بشكل متكرر. وتعيين مارسيل كومو مديرًا لهواة الكشافة لفريق ثراشرز، في 9 يوليو 2003، وبقي في هذا المنصب حتى بيع الفريق.

## البيع والنقل
بسبب الخسائر المالية وصراعات الملكية ، كان الفريق هدفًا متكررًا لشائعات النقل. في السنوات اللاحقة ، رأى التقارير أن الفريق مطلوب من قبل مرشحين ينوون نقله إلى مدينة كانساس أو مدينة كيبيك أو هاميلتون أو وينيبيغ. في 22 يناير 2011 ، ادعت مجموعة مالكي الفريق أنها خسرت 130 مليون دولار أمريكي في السنوات الست الماضية ، جزئيًا نتيجة لدعوى قضائية مستمرة مع الشريك السابق ستيف بيلكين. في فبراير 2011 ، أعلن المالك الأغلبي مايكل جيرون أن الفريق سيبحث عن مستثمرين جدد. أعلنت مجموعات محلية مختلفة عن نيتها شراء الامتياز والاحتفاظ به في أتلانتا ، لكن في النهاية بيع الفريق إلى المجموعة الكندية ترو نورث.
في 16 مايو ، ذكرت صحيفة أتلانتا جورنال كونستيتيوشن أن محادثات البيع إلى ترو نورث سبورتس أند إنترتينمنت جارية. وفقًا لصحيفة ذا غلوب آند ميل ، والتوصل إلى اتفاق في 20 مايو 2011 ، لنقل الفريق إلى وينيبيغ. ونفت الدوري في وقت لاحق التقرير ، لكنها اعترفت بأن المفاوضات المتقدمة بين الفريقين كانت جارية وأن مفوض الدوري الوطني للهوكي غاري بيتمان دعم الانتقال. واعداد جداول المسودة التي تتناسب مع انتقال الفريق إلى وينيبيغ ، حيث سعت ترو نورث إلى نقل مانيتوبا موس من دوري الهوكي الأمريكي (AHL) ، وفي النهاية نقل الفريق إلى سانت جون ، نيوفاوندلاند ولابرادور ، في كندا الأطلسية ، واللعب باسم سانت جون آيسكابس. ومع ذلك ، نقل آيسكابس مرة أخرى إلى وينيبيغ في عام 2015.
في 31 مايو 2011 ، عقدت ترو نورث سبورتس أند إنترتينمنت والدوري الوطني للهوكي مؤتمرًا صحفيًا في وينيبيغ للإعلان عن استكمال صفقة شراء ثراشرز. كانت ترو نورث تنوي نقل الفريق إلى مركز MTS في وينيبيغ في 21 يونيو 2011 ليصبح وينيبيغ جيتس المُحيَّة. تمت الموافقة رسميًا على كل من بيع ونقل الفريق من قبل مجلس محافظي الدوري الوطني للهوكي. ومع ذلك ، احتفظت مجموعة أتلانتا سبيريت بالحقوق والشعارات لثراشرز.
اعتبارًا من موسم 2023-24 NHL ، كان هناك ثلاثة من ثراشرز السابقين فقط نشطين في الدوري الوطني للهوكي - زاك بوغوسيان من تامبا باي لايتنينغ ، وإيفاندر كين من إدمونتون أويلرز وبلايك ويلر من نيويورك رينجرز. براين ليتل هو تحت عقد مع أريزونا ، لكنه لم يلعب مباراة مهمة منذ عام 2019 وهو مدرج في قائمة الإصابات طويلة الأمد (LTIR).
لم تبق أتلانتا بدون هوكي احترافي لفترة طويلة. في عام 2015 ، غيرت غوينيت غلادياتورز من ECHL اسمها إلى أتلانتا غلادياتورز لتشمل منطقة أتلانتا الحضرية. يلعب الفريق في دولوث ، الموجودة شمال شرق أتلانتا وكرمت غلادياتورز إرث ثراشرز في 16 ديسمبر 2022 ، بارتداء القمصان الزرقاء الأصلية التي ارتدتها لأول مرة في عام 1999 ضد غرينفيل سوامب رابيتس ، حيث فاز غرينفيل 5-4 في الوقت الإضافي.